# Heinz Bigler
Heinz Bigler (ur. 21 grudnia 1925 w Bernie, zm. 20 czerwca 2002) – piłkarz szwajcarski grający na pozycji obrońcy. W swojej karierze rozegrał 10 meczów w reprezentacji Szwajcarii.

## Kariera klubowa
W swojej karierze piłkarskiej Bigler występował w klubie BSC Young Boys. Wraz z Young Boys czterokrotnie był mistrzem kraju w sezonach 1956/1957, 1957/1958, 1958/1959 i 1959/1960. Zdobył też dwa Puchary Szwajcarii w sezonach 1952/1953 i 1957/1958.

## Kariera reprezentacyjna
W reprezentacji Szwajcarii Bigler zadebiutował 25 maja 1953 roku w przegranym 1:2 towarzyskim meczu z Turcją, rozegranym w Bernie. W 1954 roku został powołany do kadry na mistrzostwa świata w Szwajcarii. Na nich wystąpił w jednym spotkaniu, z Anglią (0:2). W kadrze narodowej od 1953 do 1961 roku rozegrał 10 meczów.